# Yang Xia
Yang Xia   (Baojing County, 8 de gener de 1977) és una aixecadora xinesa, ja retirada, que va competir durant la dècada de 1990 i començaments del segle XX.
El 2000 va prendre part en els Jocs Olímpics d'Estiu de Sydney, on va guanyar la medalla d'or en la prova del pes ploma del programa d'halterofília.
En el seu palmarès també destaca una medalla d'or als Jocs Asiàtics de 1998 i dos campionats nacionals.